# Jeff Denham
Jeffrey John Denham, detto Jeff (Hawthorne, 29 luglio 1967), è un politico statunitense, membro della Camera dei Rappresentanti per lo stato della California dal 2010 al 2019.

## Biografia
Nato e cresciuto in California, Denham prestò servizio militare nell'Air Force per sedici anni e combatté in Iraq e in Somalia.
Entrato in politica con il Partito Repubblicano, nel 2002 si candidò per un seggio della legislatura statale della California, ma venne sconfitto. Due anni dopo ci riprovò e vinse di misura, per poi essere riconfermato anche nel 2006 e nel 2008, quando fu oggetto di una recall election.
Nel 2010 si candidò alla Camera dei Rappresentanti per il seggio lasciato vacante da George Radanovich e riuscì ad essere eletto deputato, per poi essere riconfermato nelle tornate elettorali successive.